# Un volto nella storia
Un volto nella storia, sottotitolato Il compito della Chiesa nel mondo (1969-1970), è un saggio del sacerdote cattolico e teologo Luigi Giussani, fondatore del movimento Comunione e Liberazione, pubblicato nel 2025.

## Storia editoriale
Il volume, come il precedente Una rivoluzione di sé del 2024, raccoglie le trascrizioni inedite di undici lezioni tenute da don Luigi Giussani ai membri del Centro Culturale Charles Péguy di Milano tra il 1969 e il 1970. Dopo aver lasciato la guida di Gioventù Studentesca a metà degli anni sessanta e il dissolvimento del movimento di cui era guida dal 1954, Giussani, nei pieno degli avvenimenti del Sessantotto, iniziò a frequentare con assiduità il centro culturale, esperienza che poco tempo dopo sfocerà in Comunione e Liberazione.

## Edizioni
- Luigi Giussani, Un volto nella storia. Il compito della Chiesa nel mondo (1969-1970), a cura di Davide Prosperi, 1ª ed., Milano, Rizzoli, luglio 2025,  p. 276, ISBN 978-88-318-1973-2.